# Diabete
Il diabete (dal greco antico διαβήτης, diabètes, derivato di διαβαίνω, diabàino, «passare attraverso») è una malattia cronica caratterizzata dalla presenza di elevati livelli di glucosio nel sangue (iperglicemia) e dovuta a un’alterata quantità o funzione dell’insulina.
Comunemente il termine è utilizzato per indicare una malattia cronica, inquadrabile nel gruppo delle patologie note come diabete mellito, caratterizzata da un'elevata concentrazione di glucosio nel sangue, che viene a sua volta causata da una carenza (assoluta o relativa) di insulina nell'organismo umano, o da un'alterata funzionalità dell'insulina stessa, ormone che stimolando l'assunzione del glucosio nelle cellule muscolari e adipose ne diminuisce la concentrazione nel sangue.

## Etimologia
Si è universalmente accettato che il termine greco sia stato utilizzato in idraulica, indicando principalmente il sifone attraverso cui passa l'acqua; il termine medico alluderebbe quindi al frequente passaggio di urina provocato dalla malattia.
A questa spiegazione si è opposto il linguista Émile Benveniste, facendo osservare come il verbo greco significhi sì attraversare, ma non è stato mai riferito ai liquidi, perché ha il senso proprio di tenere le gambe allargate, divaricate (alludendo alla posizione dell'urinare), tanto è vero che con diabetes si indicano anche vari strumenti come il compasso, la livella perpendicolare o il sifone stesso, fatto appunto a U.
Da quest'ultima accezione si è tratto il nome metaforico della malattia perché, come lo strumento applicato a un vaso che, quando il recipiente è pieno fino all'orlo, fa colare il liquido, così il diabete causa l'impulso intrattenibile a urinare; questa metafora venne spiegata in questi termini dal medico greco Sorano d'Efeso, quando la voce entrò nel vocabolario greco.

## Tipi
- Diabete mellito: condizione patologica eterogenea caratterizzata da persistente aumento dei livelli di zucchero (glucosio) nel sangue.[4] Ne fanno parte:
  - Diabete mellito di tipo 1, a patogenesi autoimmune; colpisce di più i bambini (infantile) e gli adolescenti;
  - Diabete mellito di tipo 2, eziopatogenesi complessa (ambientale e familiare); forma più comune di diabete, correlato principalmente a obesità, sedentarietà e diete ad alto contenuto calorico
  - Diabete secondario: causato da altre condizioni cliniche, quali, ad esempio, farmaci, patologie ormonali, infezioni, ecc.[5]
    - Diabete mellito di tipo 3c, una tipologia di diabete secondario alle patologie del pancreas esocrino;[6]

  - Diabete gestazionale: insorge in corso di gravidanza;[7]
  - Forme monogenetiche: causato da mutazioni di singoli geni.
    - MODY (Maturity Onset Diabetes of the Young): forma rara, insorge tipicamente in età perinatale/infantile;[8]

  - Diabete autoimmune latente degli adulti o LADA (acronimo dell'inglese Latent Autoimmune Diabetes of Adult): forma autoimmune a insorgenza più graduale rispetto al diabete di tipo 1, insorge spesso prima dei 40 anni.[9]
- Diabete insipido